# Сальник (село)
Са́льник — село в Україні, у Калинівській міській громаді Хмільницького району Вінницької області.

## Географія
У селі бере початок річка Золота, права притока Жерді. В околицях села на території Калинівського лісництва знаходиться Калинівський лісовий заказник.

## Історія
Одна з перших історичних згадок про Сальник належить до 1616 р. (в документах[джерело?] за цей рік Сальник згадується як слобода).
Станом на 1885 рік у колишньому власницькому селі Калинівської волості Вінницького повіту Подільської губернії мешкало 644 особи, налічувалось 103 дворових господарства, існували православна церква та постоялий будинок.
1892 у селі існувало 118 дворове господарство, проживало 950 мешканців.
За переписом 1897 року кількість мешканців зросла до 1054 осіб (522 чоловічої статі та 532 — жіночої), з яких 1000 — православної віри.
Під час організованого радянською владою Голодомору 1932—1933 років померло щонайменше 223 жителі села.
23 грудня 2018 року парафіяни сальницької парафії УПЦ МП проголосували за перехід своєї громади у Православну Церкву України.
12 червня 2020 року, відповідно до Розпорядження Кабінету Міністрів України № 707-р, «Про визначення адміністративних центрів та затвердження територій територіальних громад Вінницької області», увійшло до складу Калинівської міської громади.
19 липня 2020 року, в результаті адміністративно-територіальної реформи і ліквідації Калинівського району, село увійшло до складу новоутвореного Хмільницького району.

## Населення

### Мова
Розподіл населення за рідною мовою за даними перепису 2001 року:
| Мова       | Кількість | Відсоток |
| ---------- | --------- | -------- |
| українська | 1990      | 99.1%    |
| російська  | 17        | 0.8%     |
| білоруська | 1         | 0.1%     |
| Усього     | 2008      | 100%     |

## Транспорт
Основним транспортом села є залізниця. Щоденно 7 приміських поїздів Жмеринка-Вінниця-Козятин і Козятин-Вінниця-Жмеринка зупиняються неподалік села на зупинці Сальницький [Архівовано 4 січня 2014 у Wayback Machine.]. Ними часто користуються вінницькі і калинівські дачники, а також мешканці села, їдучи на ринок чи роботу до обласного чи районного центрів.

## Дачний масив
На території Сальника і сусідніх сіл розташовані сотні дачних ділянок мешканців Вінниці, Стрижавки, Калинівки.